# Aisladores de disco

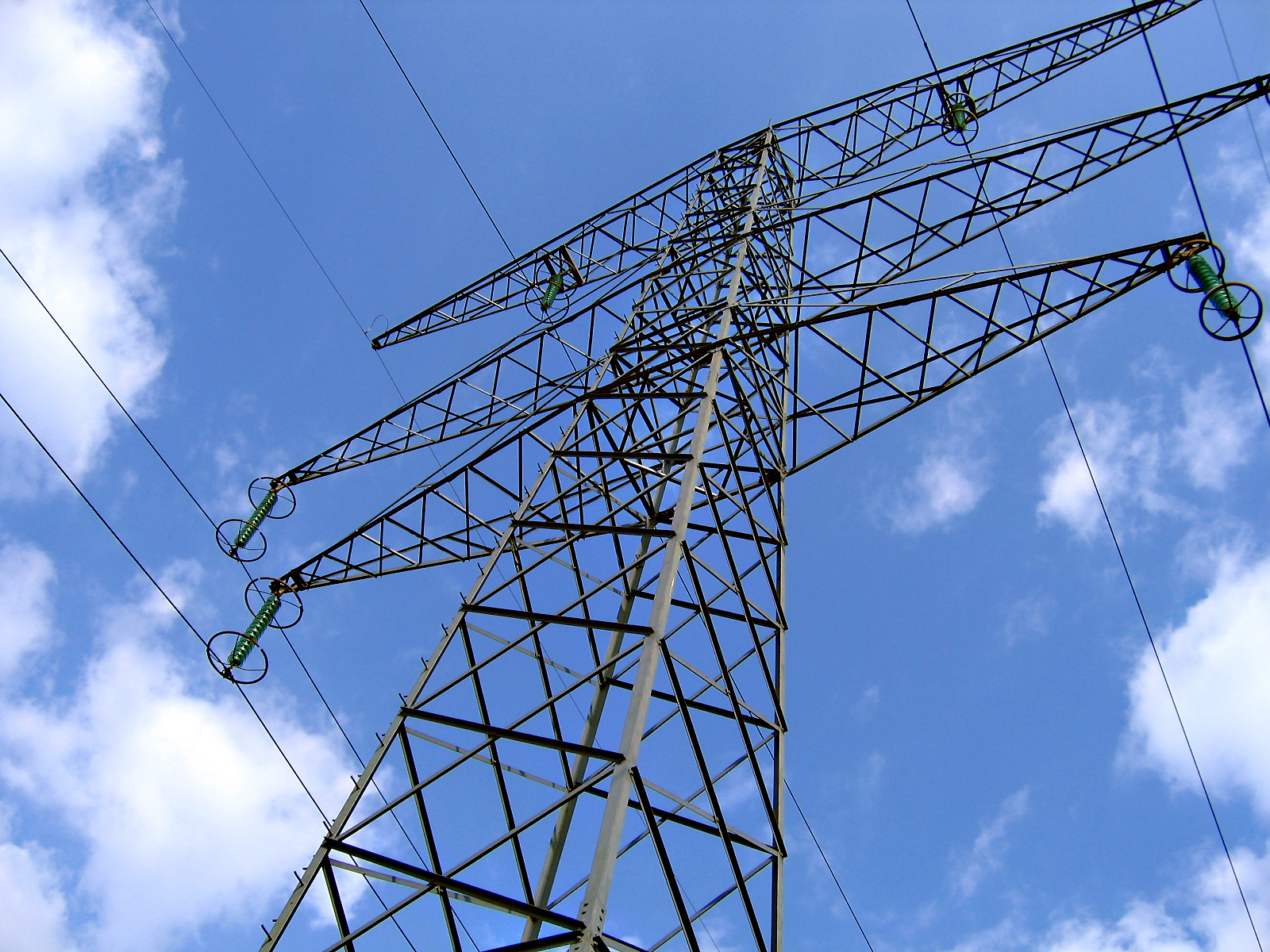
Aisladores de disco en una línea de 225.000 voltios.

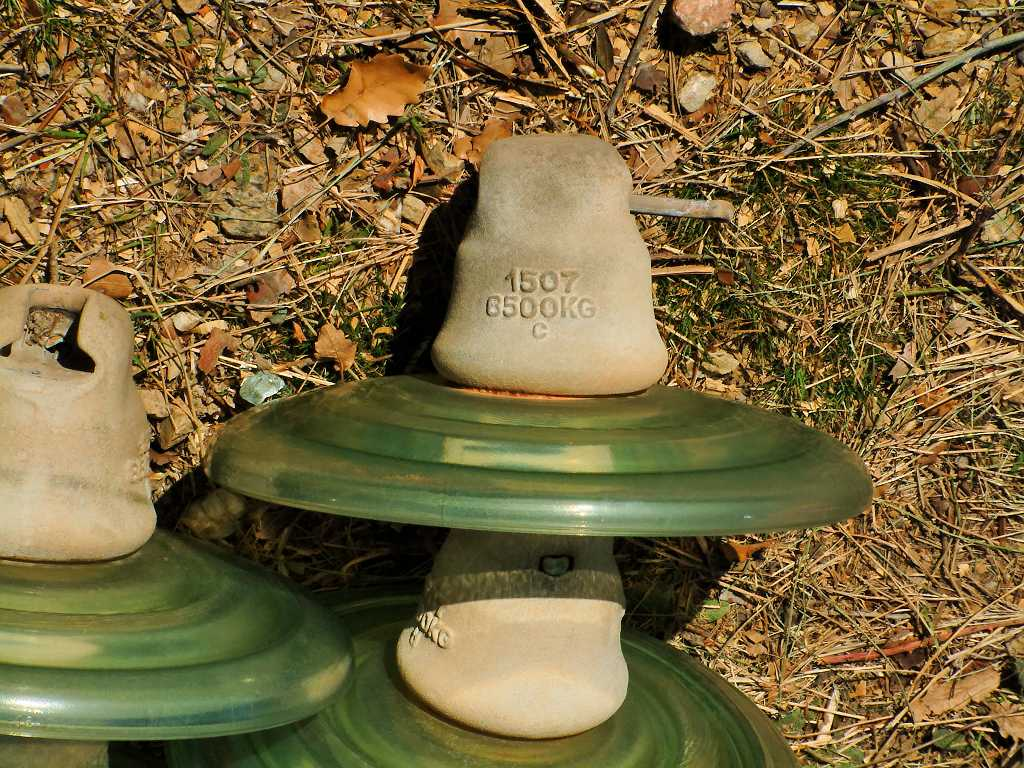
Detalle aisladores de cristal.

Los aisladores de disco son un tipo de aislador empleado en líneas eléctricas de transmisión y distribución. Los hay principalmente de vidrio y de cerámica y sus características están normalizadas según el peso o fuerza soportable, nivel de contaminación admisible y diámetro.
Los aisladores en conjunto con los herrajes asociados tienen la misión de soportar al conductor de la línea, para soportarlo desde las torres o postes que la sostienen, proporcionando al mismo tiempo la aislación eléctrica requerida.
Dado un nivel de tensión aplicado, un cierto nivel de contaminación ambiental (según las categorías definidas en la Norma IEC 60815) y altitud de instalación respecto del nivel del mar, se requiere que los aisladores en su conjunto posean una cierta longitud mínima para asegurar que la línea sea adecuadamente aislada para evitar descargas a tierra a través de la estructura torre o poste. Esta se logra agrupando varios de estos aisladores en lo que se denomina una "cadena de aisladores".
- Para líneas de transmisión y distribución se emplean aisladores normalizados de 10 pulgadas.

- Para líneas de distribución de Media Tensión se emplean aisladores normalizados de 6 pulgadas.

Dada la aparición y continuo mejoramiento de nuevos materiales poliméricos, que poseen ventajas comparativas en cuanto a resistencia mecánica frente a golpes y mejor comportamiento ante la contaminación, este tipo de aisladores ha ido progresivamente cayendo en el desuso. En este tipo de aplicaciones, una cadena de aisladores de disco es ahora reemplazada por un único aislador polimérico, lo que además simplifica su instalación o reemplazo.
- Datos: Q5661387